# 链 (分子生物学)
“链”（也称“股”）在分子生物学中指一段核酸分子（如RNA與DNA），可为单链、双链。一般DNA分子是由双链形成的螺旋结构；而一般RNA分子是单链结构，其局部折叠处则为例外，但亦有双链RNA病毒的存在。
“链”（英語：Chain）也可指其他由多个单体通过共价键连接的线性结构，例如：多肽链、多糖链。